# 巴洛镇区
巴洛镇区為緬甸德林達依省丹老縣下辖的一个鎮區。2014年人口129,992人，區域面積2,404.1平方公里。該鎮區下分27個村組、146個村莊。巴洛為該鎮區之首府，而勃勞則為該鎮區次要城市。